# Zaborowice (stacja kolejowa)
Zaborowice – nieczynna stacja kolejowa w Zaborowicach, w województwie wielkopolskim, w Polsce.